# Kosma I (patriarcha Aleksandrii)
Kosma I (zm. 768) – chalcedoński patriarcha Aleksandrii w latach 727–768. Władze arabskie pozwoliły mu na sprawowanie funkcji.